# Podopterus mexicanus
Podopterus mexicanus là một loài thực vật có hoa trong họ Rau răm. Loài này được Bonpl. miêu tả khoa học đầu tiên năm 1809.